# كسن
كسن (بالإنجليزية: xine)‏ (تلفظ ksi:n)، مشغل وسائط متعددة حر، مرخص تحت رخصة جنو العمومية. متاح لأنطمة التشغيل الشبيهة بيونكس. بدأ المشروع في عام 2000.